# 4-Isopropylanilin
4-Isopropylanilin ist eine chemische Verbindung und ein Derivat des Cumols und des Anilins.

## Vorkommen
4-Isopropylanilin kommt als Metabolit des Herbizids Isoproturon vor.

## Gewinnung und Darstellung
4-Isopropylanilin kann durch Reduktion von 4-Nitrocumol gewonnen werden.

## Eigenschaften
4-Isopropylanilin ist eine brennbare, schwer entzündbare, gelbbraune Flüssigkeit mit charakteristischem Geruch, die schwer löslich in Wasser ist.

## Verwendung
4-Isopropylanilin wird als Zwischenprodukt bei der Hydroaminierung von Phenylacetylen verwendet.

## Sicherheitshinweise
Die Dämpfe von 4-Isopropylanilin können mit Luft ein explosionsfähiges Gemisch (Flammpunkt 92 °C) bilden.